# Impulse Voices
Impulse Voices é o segundo álbum de estúdio do guitarrista australiano Plini. Foi lançado em 27 de novembro de 2020 por um selo independente.
O álbum foi eleito o 5º melhor álbum de guitarra do ano pela revista Guitar World Magazine, e o solo de guitarra da canção "I'll Tell You Someday" foi eleito o 10º melhor solo de guitarra do ano pela mesma revista.

## Faixas
Todas as músicas compostas por Plini.
| N.º | Título                  | Duração |  |
| 1.  | "I'll Tell You Someday" | 4:10    |  |
| 2.  | "Papelillo"             | 4:11    |  |
| 3.  | "Perfume"               | 4:07    |  |
| 4.  | "Last Call"             | 3:56    |  |
| 5.  | "Impulse Voices"        | 3:18    |  |
| 6.  | "Pan"                   | 5:33    |  |
| 7.  | "Ona / 1154"            | 4:09    |  |
| 8.  | "The Glass Bead Game"   | 9:07    |  |

## Créditos
- Plini - Guitarras
- Simon Grove - Baixo elétrico
- Chris Allison - Baterias, Percussão
- Dave Mackay - Piano, Synth (Faixas 2, 3, 4, 7)
- John Waugh - Saxofone (Faixa 6)
- Amy Turk - Harpa (Faixa 8)

## Prêmios e Indicações
| Ano  | Prêmio                       | Categoria                       | Trabalho Indicado              | Resultado   | Ref.  |
| ---- | ---------------------------- | ------------------------------- | ------------------------------ | ----------- | ----- |
| 2020 | Guitar World Magazine Awards | Melhor álbum de guitarra do ano | Álbum "Impulse Voices"         | 5a Posição  | [ 1 ] |
| 2020 | Guitar World Magazine Awards | Melhor solo de guitarra do ano  | Música "I'll Tell You Someday" | 10a posição | [ 2 ] |